# Mesochorus costaricensis
Mesochorus costaricensis är en stekelart som beskrevs av Dasch 1974. Mesochorus costaricensis ingår i släktet Mesochorus och familjen brokparasitsteklar. Inga underarter finns listade i Catalogue of Life.